# Moruminae
Moruminae is een onderfamilie van weekdieren uit de klasse van de Gastropoda (slakken).

## Geslacht
- Morum Röding, 1798